# Balaixi
Balaixi (en rus: Балаши) és un poble de l'óblast de Saràtov, a Rússia, segons el cens del 2010 tenia 778 habitants. Pertany al districte municipal d'Ozinki.